# 刑事犬カール2
『刑事犬カールII』（けいじけんカールツー）は、1981年4月8日から同年9月23日までTBS系列で放送された刑事ドラマである。TBS、東京映画、渡辺企画の共同製作。全24話。

## 概要
1977年9月から1978年6月まで同系列局で放送された『刑事犬カール』の続編。警察犬カール号は前作に引き続き「クラッフォー・オブ・ツカサドール」が演じたが、ヒロインは木之内みどりから坂上味和に変更され、手を組む仲間も加納竜や宮脇康之（後の宮脇健）から江藤博利に変更された。
放送時間は、前作を放送した『ブラザー劇場』（月曜 19時30分 - 20時00分）がバラエティ番組枠『ブラザーファミリーアワー』に替わったため、水曜 19時00分 - 19時30分での放送へ移行した。これにより、本作は複数社提供番組となった。

## ストーリー
新米の警察官・津村美子は、暴走車の犯人を追いかけて、逆に人質として捕らえられてしまう。犯人が銃で威嚇する中、危機をかえりみずに美子を救ったのは、刑事犬（警察犬）のカール号だった。感動した美子は、刑事犬の訓練所へ転属願いを出す。訓練所へ配属された美子は、刑事犬を馬鹿にする同僚の刑事・高村登と時には対立し、時に協力し合いながら、様々な事件を解決していく。

## 出演者
- 津村美子：坂上味和
- 高村登：江藤博利
- 桂木豊：川津祐介
- 安藤刑事：工藤堅太郎
- 大沢：ラビット関根（現・関根勤）
- 白坂紀子
- だるま二郎
- 加藤純平
- 牛島長太郎：荒井注
- 島崎日出夫：谷啓
- 刑事犬カール号：クラッフォー・オブ・ツカサドール（ジャーマンシェパード）

## スタッフ
- 脚本：佐々木守、大原豊、高橋千津子、加瀬高之、阿井渉介、泊里仁美
- 監督：湯浅憲明 ほか
- 助監督：竹安正嗣 ほか
- 撮影技術：平林茂明
- 照明：北沢保夫
- 美術：栗原信雄
- 音楽：川口真、萩原哲晶、菊地ひみこ
- 選曲：小原孝司
- 協力：須藤警察犬訓練所
- プロデューサー：須藤實、照喜名隆、喜多島武成、忠隈昌（途中より）
- 製作担当：近藤恒彦
- 制作：TBS、東京映画、渡辺企画

## 主題歌
「明日に向かって走れ」
- 作詞：竜真知子／作曲：川口真／編曲：川村栄二／歌：坂上味和

## 挿入歌
「愛に逢えますか」
- 作詞：竜真知子／作曲：川口真／編曲：川村栄二／歌：坂上味和

## 放送日程
1. 空に舞う刑事犬（1981年4月8日）
2. 命のロープを放すな（4月8日）
3. 一匹だけの大尾行（4月22日）
4. 迷子と消えた拳銃（4月29日）
5. バスジャックを追え（5月6日）
6. 野良犬と赤いクツ（5月13日）
7. ボクのジョニーはどこ行った！（5月20日）
8. オートバイに負けるな！（5月27日）
9. わたしはワンワン大スター！（6月3日）
10. キケンを運ぶ五色の風船（6月10日）
11. 地下を走る刑事犬（6月17日）
12. コロはチビッ子探偵犬!? （6月24日）
13. 大事な1秒を走りぬけ!! （7月1日）
14. カールに負けた家出少年の涙（7月8日）
15. 刑事犬が写した証拠写真（7月15日）
16. 犯人は顔がない!? （7月22日）
17. 北海道へ大追跡!! （8月5日）
18. 友情をかけた牧場の決闘（8月12日）
19. 子ども新聞特ダネ合戦!! （8月19日）
20. チビ犬だっていつかは刑事犬!? （8月26日）
21. チビ犬は火と水の中で大特訓!! （9月2日）
22. 白鳩と組んだ友愛作戦!? （9月9日）
23. チビ犬のカワユーイ大手柄!! （9月16日）
24. 泣くなカール！男じゃないか!! （9月23日）

## 放送局
- TBS（制作局）：水曜 19:00 - 19:30
- 東北放送：水曜 19:00 - 19:30[1]
- 福島テレビ：水曜 19:00 - 19:30[1]
- 新潟放送：水曜 19:00 - 19:30[2]
- 北陸放送：水曜 19:00 - 19:30[2]

## 参考資料
- テレビドラマデータベース[どれ?]
- 『ガメラを創った男』（アスペクト）[要ページ番号]